# تانتی اپرا میلکی هولمز
تانتی اپرا میلکی هولمز (انگلیسی: Tantei Opera Milky Holmes)، یک امتیاز رسانه ای (فرنچایز رسانه‌ای) متعلق به شرکت سرگرمی ژاپنی بوشیرود است. اولین نسخه یک درام رادیویی اینترنتی بود که در دسامبر ۲۰۰۹ منتشر شد. یک انیمه اقتباسی توسط جی.سی.استاف بین اکتبر و دسامبر ۲۰۱۰ پخش شد و قسمت ویژه آن در ۲۶ اوت ۲۰۱۱ پخش شد. فصل دوم انیمه بین ژانویه و مارس ۲۰۱۲ با ویژه دیگری پخش شد. سری سوم، با عنوان ف «فوتاری وا میلکی هولمز» Futari wa Milky Holmes، بین ژوئیه و سپتامبر ۲۰۱۳ پخش شد.

سری چهارم با عنوان "Tantei Kageki Milky Holmes TD" بین ژانویه و مارس ۲۰۱۵ پخش شد. سایر رسانه‌ها شامل یک اقتباس مانگایی است که در "Comp Ace" بین مه ۲۰۱۰ و ژانویه ۲۰۱۱ پخش شد. دو رمان تصویری که برای پلی‌استیشن همراه به ترتیب در دسامبر ۲۰۱۰ و اوت ۲۰۱۲ منتشر شد. یک بازی کارتی تجاری با "Weiß Schwarz" Bushiroad's; و سریال لایت ناول منتشر شده توسط اسکی مدیا ورکس با برچسب Dengeki Bunko.